# Gettysburský projev

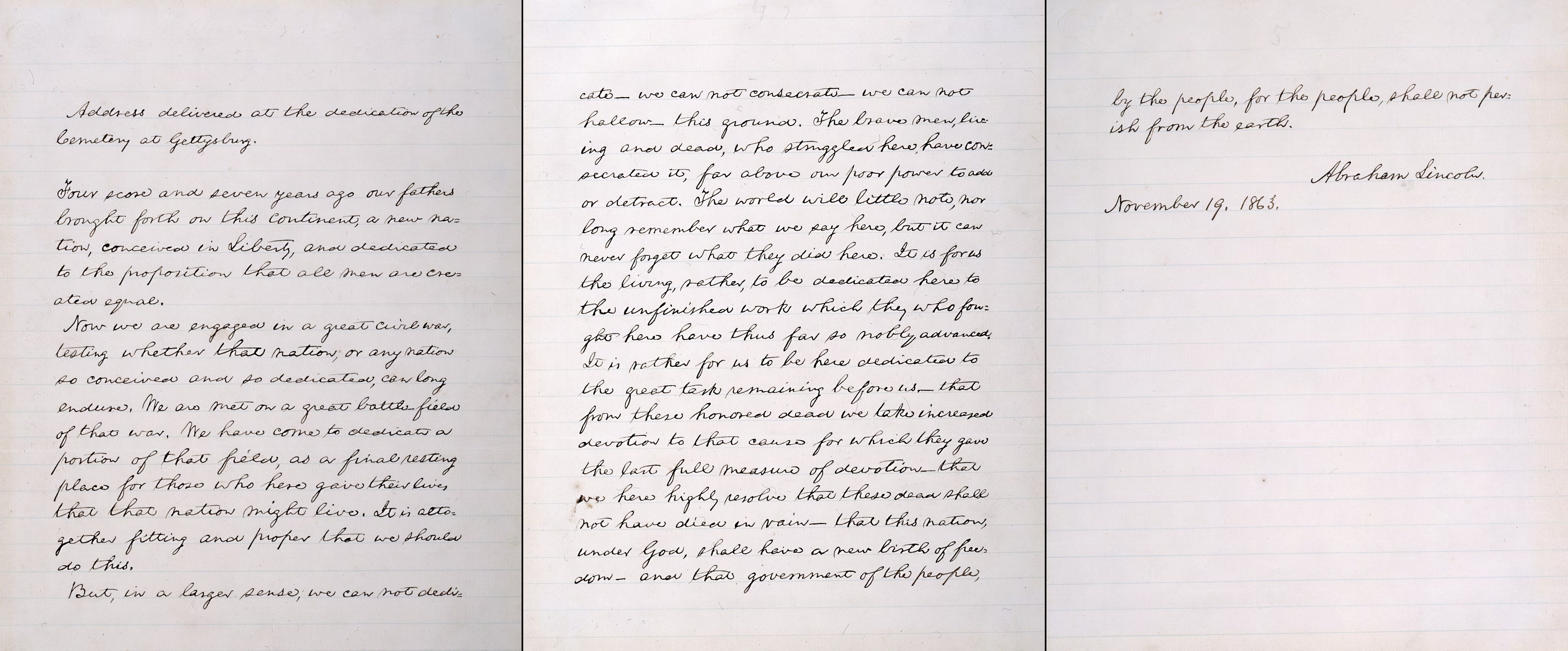
Takzvaný Blissův rukopis projevu je vystaven v Bílém domě

Gettysburský projev (anglicky Gettysburg Address) je krátká řeč, kterou americký prezident Abraham Lincoln přednesl za americké občanské války při inauguraci Národního vojenského hřbitova v Gettysburgu v Pensylvánii odpoledne 19. listopadu 1863, čtyři a půl měsíce poté, co armády Unie porazily Konfederaci v bitvě u Gettysburgu. Jde o jeden z nejznámějších projevů americké historie.
Lincolnova řeč nebyla hlavním projevem události – tím byl dvouhodinový projev, který předtím pronesl Edward Everett. Přesto se Lincolnova pečlivě připravená slova stala jedním z nejvlivnějších vyjádření dějinného smyslu amerického národa. Pouhými 271 slovy, počínajícími slavným vročením „Před čtyřikrát dvaceti a sedmi lety“, odkazujícím na podepsání Deklarace nezávislosti o 87 let dříve, Lincoln popsal USA jako národ „počatý ve svobodě a zasvěcený úsilí dokázat, že všichni lidé jsou stvořeni sobě rovni“, a představil občanskou válku jako zkoušku, která rozhodne, zda takový národ, tedy Unie ohrožená odtržením jižních států, vydrží. Vysoce ocenil oběť těch, kteří padli u Gettysburgu, když tyto zásady hájili, a své posluchače vyzval, aby zajistili,
že se nesmí stát, aby tito mrtví umřeli nadarmo – že tento národ pod Boží vládou znovu zrodí svobodu – a že vláda lidu, lidem a pro lid nezmizí ze světa.
Přes prominentní místo projevu v historii a populární kultuře Spojených států je jeho přesné znění sporné. Pět známých rukopisů Gettysburského projevu psaných Lincolnovou rukou se liší v mnoha detailech jak mezi sebou, tak také od verzí publikovaných v tehdejším tisku. Není ani jasné, kde stálo pódium, ze kterého Lincoln hovořil. Moderní badatelé umisťují řečniště 40 nebo více metrů od tradičně udávaného místa na Národním vojenském hřbitově u Národního památníku vojáků, takže stálo zcela na soukromém sousedním hřbitově Evergreen Cemetery.

## Znění projevu
Tradované anglické znění Lincolnova projevu (vzhledem k odchylkám rukopisů ovšem někdy udávané s drobnými odlišnostmi) je:

Four score and seven years ago our fathers brought forth on this continent, a new nation, conceived in Liberty, and dedicated to the proposition that all men are created equal.
Now we are engaged in a great civil war, testing whether that nation, or any nation so conceived and so dedicated, can long endure. We are met on a great battle-field of that war. We have come to dedicate a portion of that field, as a final resting place for those who here gave their lives that that nation might live. It is altogether fitting and proper that we should do this.
But, in a larger sense, we can not dedicate—we can not consecrate—we can not hallow—this ground. The brave men, living and dead, who struggled here, have consecrated it, far above our poor power to add or detract. The world will little note, nor long remember what we say here, but it can never forget what they did here. It is for us the living, rather, to be dedicated here to the unfinished work which they who fought here have thus far so nobly advanced. It is rather for us to be here dedicated to the great task remaining before us—that from these honored dead we take increased devotion to that cause for which they gave the last full measure of devotion—that we here highly resolve that these dead shall not have died in vain—that this nation, under God, shall have a new birth of freedom—and that government of the people, by the people, for the people, shall not perish from the earth.

To lze česky přeložit takto:

Před čtyřikrát dvaceti a sedmi lety naši otcové na tomto světadíle založili nový národ, počatý ve svobodě a zasvěcený úsilí dokázat, že všichni lidé jsou stvořeni sobě rovni.
Teď bojujeme ve velké občanské válce, a tím zkoušíme, zda tento národ, nebo jakýkoli národ takto pojatý a zasvěcený, se může udržet. Sešli jsme se na velkém bojišti této války. Přišli jsme věnovat kus tohoto pole jako poslední místo odpočinku těm, kteří tu odevzdali své životy, aby tento národ mohl žít. Je naprosto vhodné a patřičné, že to děláme.
Avšak z širšího hlediska my nemůžeme věnovat – nemůžeme zasvětit – nemůžeme požehnat – tuto půdu. Stateční mužové, živí i mrtví, kteří zde bojovali, ji zasvětili tak, že my už k tomu svými chabými silami nemůžeme nic přidat ani ubrat. Svět si sotva povšimne, co zde říkáme, ani si to dlouho nezapamatuje, ale nikdy nezapomene na to, co zde udělali oni. Avšak je spíš na nás živých, abychom se tady zasvětili nedokončenému dílu, které tak ušlechtile rozvinuli ti, kteří tu bojovali. Je to spíš na nás, abychom zde byli zasvěceni velkému úkolu, který zůstává před námi – abychom od těchto vážených mrtvých převzali rostoucí oddanost té věci, pro kterou oni odevzdali poslední plnou míru oddanosti – abychom se pevně rozhodli, že se nesmí stát, aby tito mrtví umřeli nadarmo – že tento národ pod Boží vládou znovu zrodí svobodu – a že vláda lidu, lidem a pro lid nezmizí ze světa.